# Computerstunde
Computerstunde war ein Ratgebermagazin im Fernsehen der DDR.

## Sendung
Die Computerstunde war ein 30-minütiges Magazin rund um das Thema Computertechnik. In der Sendung ging es sowohl um aktuell verfügbare Hard- und Software, als auch um die fortschreitende Automatisierung in den Betrieben des Landes. Moderiert wurde das Format vom Ehepaar Dr. Gabriele und Dr. Reinhard Lehmann. Neben Filmbeiträgen zu Computerthemen wurden auch Zuschauerfragen beantwortet. Die Ausstrahlung erfolgte dienstags oder donnerstags im Vorabendprogramm.
In der ersten Folge der Computerstunde wurde unter anderem der Heimcomputer KC 87 aus dem VEB Robotron-Meßelektronik Dresden vorgestellt.

## Produktion
Das Konzept der Sendung wurde von der Redaktion des Magazins Umschau entwickelt. Die Sendung wurde von den Zuschauern positiv angenommen und kam im Durchschnitt auf eine Zuschauerquote von neun Prozent. Nach der Ausstrahlung der ersten Folge erhielt die Redaktion 95.000 Zuschauerbriefe.
Die Gewerkschaftszeitung Tribüne veröffentlichte sendungsbegleitend die Beilage Computerstunde, in der neben den Manuskripten der Sendungen weitere Themen rund um Computer behandelt wurden.